# 卡萊爾鎮區 (堪薩斯州艾倫縣)
卡萊爾鎮區（英語：Carlyle Township）為位在美國堪薩斯州艾倫縣的鎮區。2010年美国人口普查中該鎮區人口有285人。

## 地理
卡萊爾鎮區涵蓋面積77.7平方（30.0平方英里），境內無城鎮設立。

### 墓園
根據美國地質調查局的資料，此鎮區擁有2座墓園：
- 舊卡萊爾墓園（Old Carlyle Cemetery）
- 派厄尼爾墓園（Pioneer Cemetery）

### 溪流
博耶斯湖（Boyers Lake）坐落於此鎮區。而通過此鎮區的溪流有：
- 卡萊爾溪（Carlyle Creek）
- 卡頓伍德溪（Cottonwood Creek）
- 小迪爾溪（Little Deer Creek）

## 人口統計
根據2010年美國人口普查，卡萊爾鎮區人口有285人，人口密度為3.67人/平方公里。種族方面，92.98%為白人；0%為非裔美洲人；3.16%為美洲原住民；2.46%為亞洲人；0%為太平洋島民；0%為其他種族；另外有1.4%為兩個或以上的種族。而西班牙裔美國人或拉丁美洲人佔該鎮區人口的0.35%。

## 外部連結
- US-Counties.com
- City-Data.com （页面存档备份，存于）